# Värend

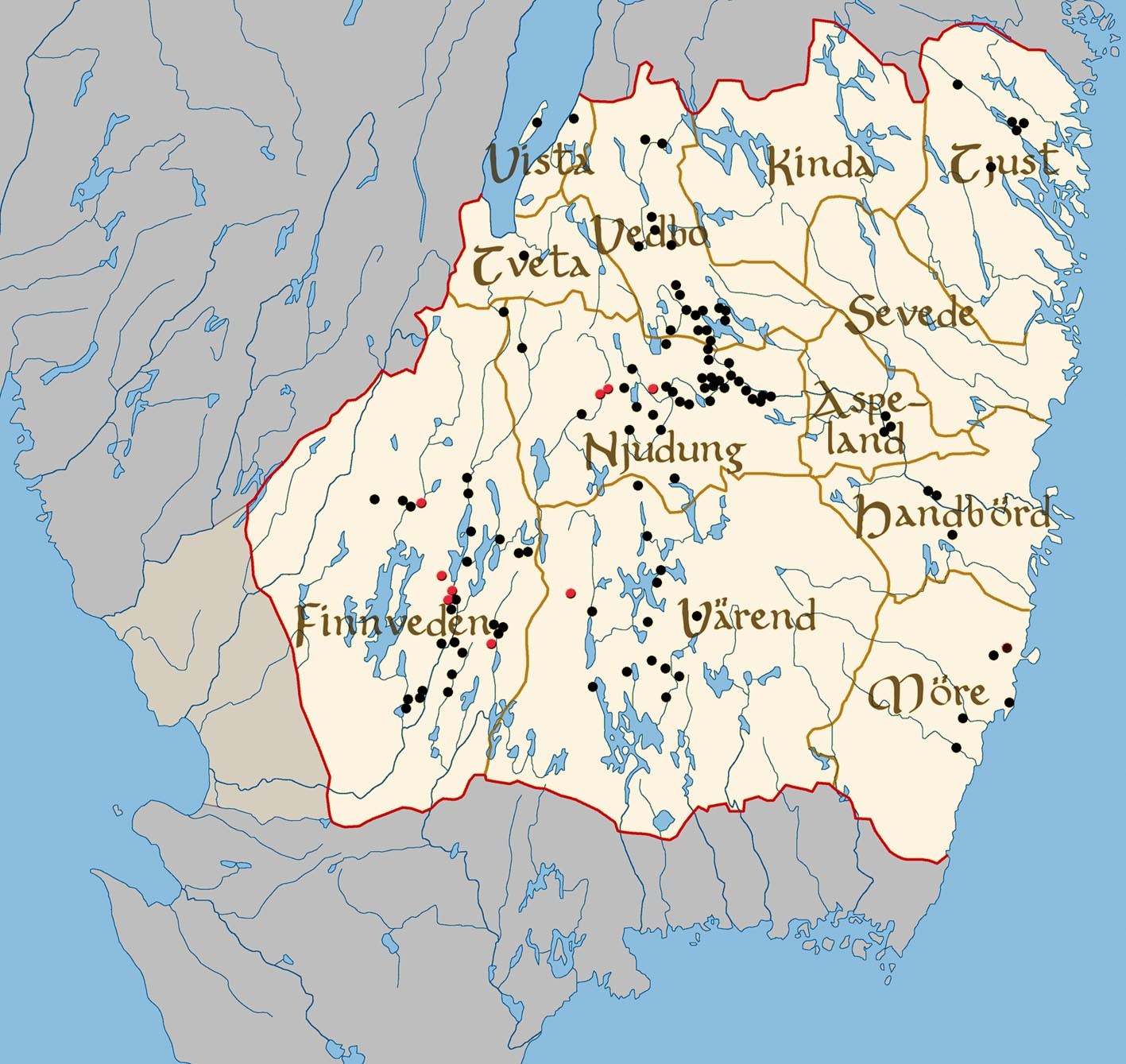
De olika bygderna i vikingatidens Småland. Röda och svarta punkter anger landskapets runstenar. Röda punkter visar på runstenar med texter om långväga färder.

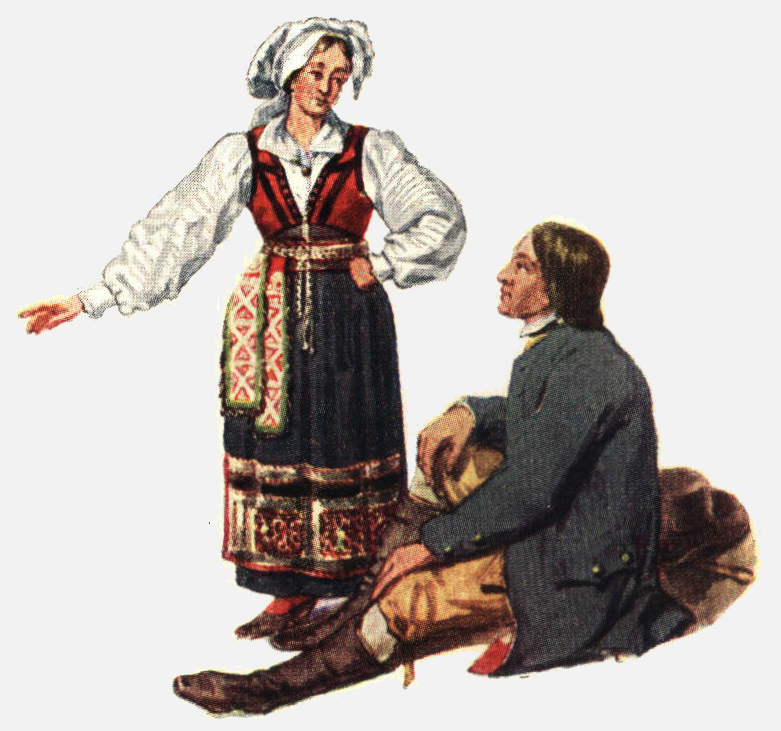
Värends traditionella folkdräkt

Värend är tillsammans med Njudung och Finnveden en av de större historiska regionerna, så kallade "små land", i Småland. Värend ligger i den södra delen av Småland runt Växjö. I modern vetenskaplig litteratur kallas Värend ett folkland.

## Etymologi
Namnets ursprung är oklart. Ortnamnet finns dokumenterat på 1120-talet som Guarandia och på 1230-talet som de Werendia. Namnet kommer troligen av runsvenska uer‐ (”man”) och avledningsändelsen ‑und, ‑and som betyder ”rikedom på”. Förledet är samma ord som latinska vir (”man”) som i ordet ”viril”. Andra tolkningar är ”rikt på boplatser” och ”rik region”. Landskapet omnämns i Florenslängden, ursprungligen från 1103, i sin latinska form "Guarandia".
Områdets befolkning har i äldre tid benämnts virdar.

## Historia

### Historisk status
Inom nuvarande Sverige kallades ursprungligen alla större områden som hade rättslig eller politisk betydelse ”land” (pluralis ”land”, inte ”länder”). I nysvenska kallas sedan 1500‐ och 1600‐talet dessa områden i allmänhet ”landskap”, men i några fall blev flera gamla land hopslagna till ett nutida landskap. Inom de nuvarande landskapen finns alltså i några fall gamla mindre land som inte blev egna landskap. Beteckningen folkland används i nutida språkbruk för sådana ”landskap inom landskap”, som Värend. 
De gamla landens politiska och juridiska betydelse i äldsta tid är dåligt känd på grund av det bristfälliga källmaterialet.

### Förhistoria
Skriftliga källor till Värends historia före medeltiden saknas, förutom runinskrifter. Mats Burström har hävdat att arkeologiska data tyder på att Värend var ett politiskt självständigt samhälle före det svenska riksbildandet på medeltiden. Detta har bestridits av Leif Gren.

### Historia
Den första källa som indirekt belägger att landet Värend har haft det namnet är runstenen Sm1. På den runstenen finns en dativform av folknamnsadjektivet virdsk (värendsk).
Värend formades i närheten av Växjö omkring 1050. Det blev 1170 biskopens säte. Värend var länge identiskt med Växjö stift, vilket tillsammans med närheten till Danmark gav området en speciell ställning i förhållande till resten av Småland.
Under den sena medeltiden drev Värends befolkning en aktivt separatistisk rörelse, med det lokala landstinget som huvudsakligt forum. Utbrytarkänslorna kulminerade under Dackefejden, bondeupproret mot Gustav Vasa åren 1542–1543, under ledning av Nils Dacke, en bonde från Vissefjärda i södra Småland.  Fejden orsakades av Gustav Vasas önskan att stärka det centrala styret.
Värend försvann sedermera som en administrativ del av Sverige. Begreppet fick en renässans i mitten av 1800-talet med Gunnar Olof Hyltén-Cavallius verk Wärend och wirdarne (1863–68). Namnet har använts i modern tid i namn som Värendsvallen, allmänyttiga bostadsföretaget Värendshus, med mera. Efternamn som börjar på Vird‐ som i Gotthard Virdestam, Björn Wirdheim och Jerker Virdborg har inspirerats av denna lokalpatriotiska renässans.

### Härader
Senast under 1200-talet delades området upp i fem härader:
- Allbo härad
- Kinnevalds härad
- Konga härad
- Norrvidinge härad
- Uppvidinge härad

### Dagens Värend
Värend motsvaras idag i stort sett av Kronobergs län förutom Sunnerbo härad i Finnveden. En mindre del av området tillhör Kalmar län.

#### Kommuner
- Alvesta kommun
- Emmaboda kommun (del av)
- Lessebo kommun
- Nybro kommun (del av)
- Tingsryds kommun
- Uppvidinge kommun
- Växjö kommun
- Älmhults kommun (del av)

## Kvinnorna i Värend
Huvudartikel:Blendasägnen
En känd historia från regionen är Blendasägnen som handlar om hur danska knektar besegras av kvinnor från trakten under ledning av Blenda. Som tack låter kungen dem behålla sina för bygden särskilda rättigheter, då de visat sig lika goda som män. Flera försök har gjorts att bevisa att denna sägen bygger på verkliga händelser, men alltjämt utpekas regementskvartersmästaren Petter Rudebeck som dess författare vid 1690-talet, som underlag till illustrationerna i Suecia antiqua et hodierna.